# Paolo Lorenzani
Paolo Francesco Lorenzani ou Laurenzain en français (né à Rome le 5 janvier 1640 -  mort à Rome, le 28 octobre 1713) est un compositeur italien de la période baroque. Il réside en France pendant 17 ans où il participe à la promotion du style de musique italien. Avec Jean-Baptiste Lully, il est l'un des musiciens italiens les plus importants sous le règne de Louis XIV. Toutefois, faute de fonction officielle royale, sauf au début de son séjour, il quitte la France afin de reprendre du service à Rome.

## Biographie

### Naissance et famille
Paolo Lorenzani naît à Rome le 5 janvier 1640, dans une famille d'artistes.
Son père, Giovanni Antonio Lorenzani, est originaire de San Terenzo. Lorenza Baratta, sa mère, est issue d'une famille de peintres et sculpteurs près de Monte Marcello.
Il a trois frères, tous artistes. Seul Paolo, toutefois, devient musicien. Son frère aîné, Giovanni Andrea Lorenzani (1637 - †1712), possède une fonderie de médailles à Rome, mais est également ami de musiciens et d'hommes de lettres ; il laisse même des pièces de théâtre et de petits opéras, notamment Gl'eventi inaspetatti, opera di Giovanni Andrea Lorenzani... rapresentata in occasione delle nozze di Flavio Orsino e Madama Maria Anna della Tremoglie, duca e duchessa di Bracciano (1675).

### Formation et premier succès à Rome
Le jeune Lorenzani est formé par Orazio Benevoli, maître de chapelle de la Cappella Giulia au Vatican, lorsqu'il y est enfant de chœur entre mai 1651 et juillet 1655. Près de sa maison habite un virtuose du chant, Pier Mateo Petrucci. Ce Petrucci est probablement le futur cardinal Pier Matteo Petrucci, car le cardinal était membre de l'ordre des Oratoriens, réputé pour ses services consacrés à la musique sacrée.
En 1659, son frère aîné Giovanni Andrea épouse Giovanne Petrucci, sœur de Pier Mateo Petrucci. Grâce à ce mariage, la famille Lorenzani est dorénavant liée aux Orsini et, notamment, à Flavio Orsini, nouvellement devenu, depuis 1660, le 5e duc de Bracciano. Passionné par la musique, ce dernier déploie un important mécénat dans ce domaine. De plus, son frère aîné, Virginio Orsini, est cardinal à partir de 1641, ce qui n'est pas étranger au fait que ce prince soit devenu le protecteur de Paolo Lorenzani.
Dès 1669, d'après les documents conservés, Lorenzani est l'un des compositeurs parmi les plus illustres de sa génération à Rome. Ses messes, vêpres et litanies sont célébrées dans plusieurs églises de la ville. Le 27 février 1671, un oratorio en latin est joué, après qu'il a été chargé d'en composer un par l'Arciconfraternita del SS, une confrérie romaine du Saint-Crucifix.

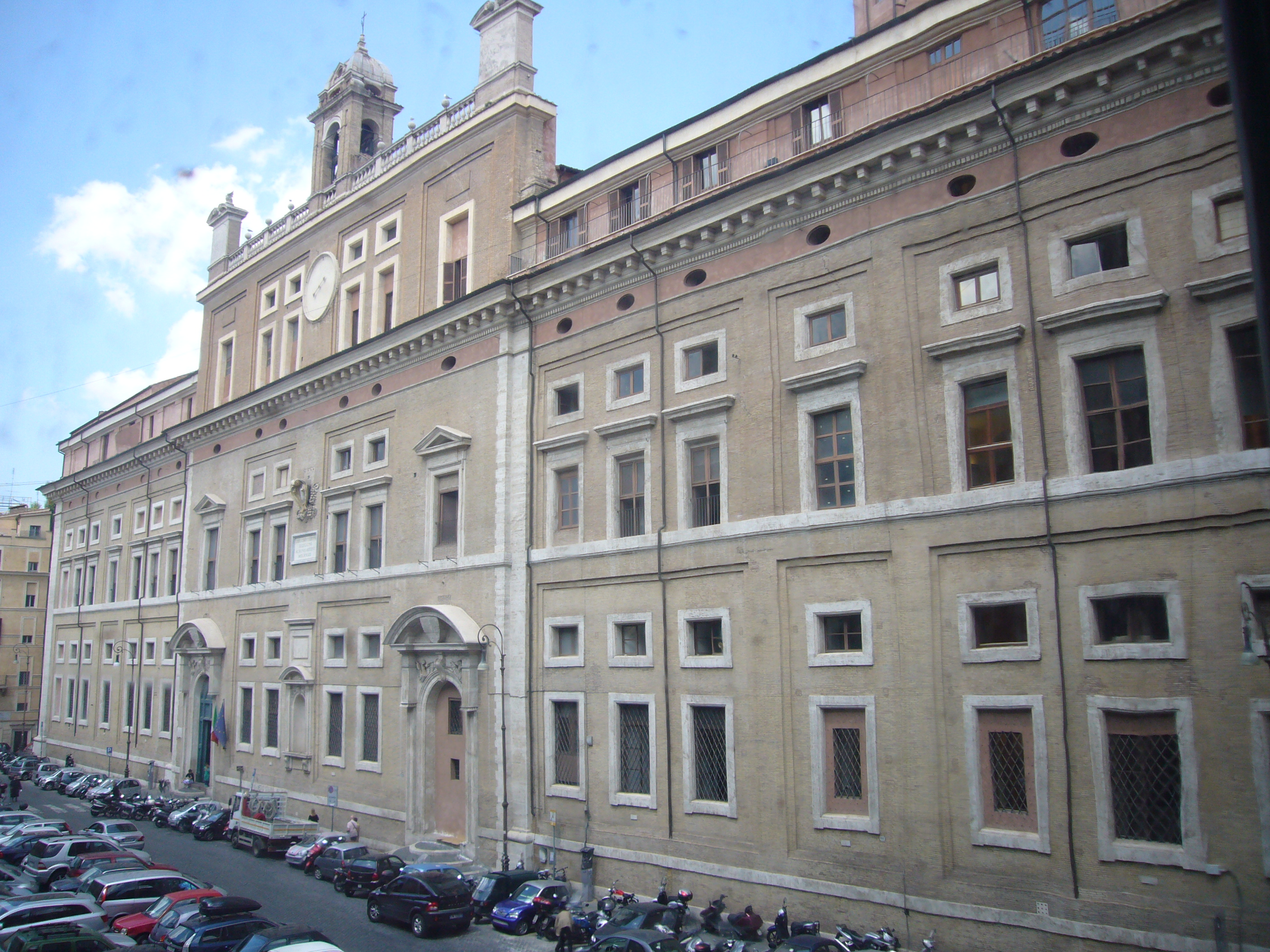
Lorenzani est nommé en 1672 maître de chapelle du Collège romain.

À l'âge de 32 ans, il succède en 1672 à Vincenzo de Grandis, maître de chapelle à l'église du Gesù et, notamment, au Collège romain, devenu la première université jésuite et l'actuelle université pontificale grégorienne. Grâce à cette fonction auprès des principaux établissements jésuites, il écrit à un rythme soutenu un certain nombre d'œuvres religieuses chantées dans leurs églises à Rome. Toutefois, sa fonction principale demeure surtout les représentations à grands spectacles dont le grand collège a besoin, comme le prouve l'oratorio Ange gardien dont le livret est signé par Giovanni Filippo Apolloni. Les librettos dont se sert le compositeur sont principalement l'œuvre de Mario Cevoli, un artiste lié à la famille Orsini.
Paolo Lorenzani se distingue également pendant l'année jubilaire 1675. Du 1er janvier au 31 juillet, sa « musique extraordinaire » est jouée à l'église du Gesù. Entre les 21 juin et 4 août, la foule des fidèles peut également l'écouter à l'église Saint-Ignace-de-Loyola. De plus, une représentation de son oratorio en latin est exécutée le 15 mars. Cette année-là, ses motets sont sélectionnés pour paraître dans des anthologies publiées à Rome et à Bologne.
L'année 1675 est aussi témoin d'une autre célébration. En effet, le protecteur du compositeur Flavio Orsini se marie en secondes noces avec une dame de la noblesse française. Comme Giovanni Andrea Lorenzani compose un livret d'opéra pour cet événement et il est plus que probable que Paolo l'ait mis en musique. Cette année-là, si active et florissante, marque néanmoins, à l'automne, le départ pour Paolo Lorenzani de la Ville éternelle afin qu'il puisse offrir ses services à la cathédrale de Messine en Sicile. Il est presque certain que cette nomination, favorisée par le prince Flavio Orsini, ait eu des visées politiques, car Lorenzani, à Rome, avait acquis grâce à sa carrière un grand prestige auquel était sensible la bonne société sicilienne comme leurs dirigeants.

### Embarquement vers Paris

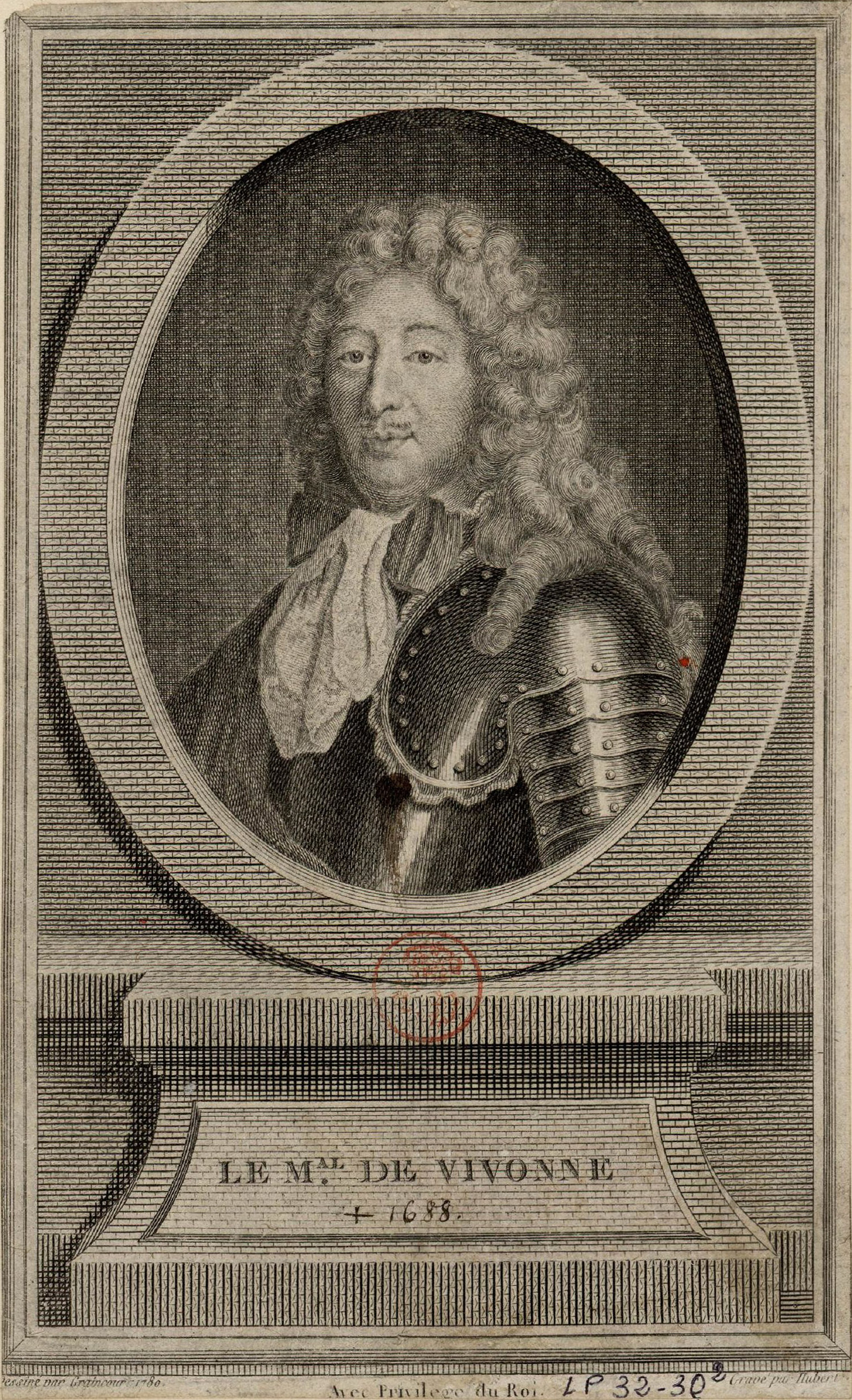
Après avoir rencontré le duc de Vivonne à Messine, Paolo Lorenzani passe 17 ans en France.

À Messine, le compositeur fait la connaissance de Louis-Victor de Rochechouart de Mortemart, duc de Vivonne et maréchal de France, frère de mesdames de Montespan et de Thianges. À partir de 1675, ce vice-roi de Sicile lui demande d'écrire la musique de fêtes religieuses, mais aussi de celle de spectacles profanes pour la noblesse sicilienne. Lorenzani écrit donc des messes et des vêpres, ainsi que des comédies-ballets et des opéras italiens. Cette collaboration est d'autant plus appréciée par le patron de Lorenzani, Flavio Orsini, que ce dernier a épousé en février 1675 Marie-Anne de La Trémoille et, par cette union, est étroitement lié à la politique de Louis XIV, roi de France.
Toutefois, en raison de ces activités, notamment plusieurs exécutions d'un Te Deum lors d'événements militaires, la réaction négative des Espagnols, adversaires de toujours, s'intensifie de façon critique. En conséquence, Louis XIV doit rappeler le duc en France dès janvier 1678, puis ordonne confidentiellement à son successeur, le maréchal de La Feuillade, de retirer les troupes françaises de la Sicile, en renonçant à Messine afin de résoudre les épineuses difficultés diplomatiques et militaires qui se sont multipliées. Le 9 mars, sur ses navires, un refuge est proposé à tous ceux qui désirent se déplacer jusqu'en France. Paolo Lorenzani accepte cette offre, probablement pour sa sécurité. Étant donné que la crise a été provoquée par le duc et que Lorenzani est à son service, il n'a guère d'autre choix. La flotte française quitte la Sicile et, après une traversée sans encombre, regagne Toulon le 7 avril.

### Réputation à la capitale du royaume de France
Au printemps 1678, Lorenzani arrive à Paris. Il y est accueilli par le duc de Vivonne avant d'être présenté à la cour. À partir du mois d'août, ses motets, notamment, sont exécutés pour Louis XIV, qui reconnaît son talent et le nomme maître de musique de la reine Marie-Thérèse la même année. Plusieurs articles favorables concernant Lorenzani paraissent dans le Mercure galant : 

« Il a chanté un Motet de sa composition devant le Roy. Sa Majesté le trouva si beau qu'elle se le fit jusqu'à trois fois et ordonna une somme considérable pour son Autheur, auquel elle a fait chanter ce mesme Motet deux autres fois depuis ce temps-là. Ainsi il a été entendu cinq fois, et toujours avec le mesme applaudissement des Conoisseurs »

« Ce beau menuet qu'on a taint aimé à la Cour, et qu'on y a dansé pendant tout l'hyver estoit luy. La beauté de ses ouvrages faisant faire des souhaits à tout le monde pour son établissement en France, le roy luy a fourny une partie de ce que luy estoit necessaire pour acheter de Monsieur Boisset, qui a l'une des quatre charges de Surintendant de la musique de la chambre, celle de la musique de la reyne. Cette grande princesse voit avec plaisir cet homme excellent attaché à son service. Tous ceux de sa maison en ont de la joye, et il n'y a aucun connoisseur qui ne soit ravy d'apprendre qu'il ne retournera pas en Italie. »

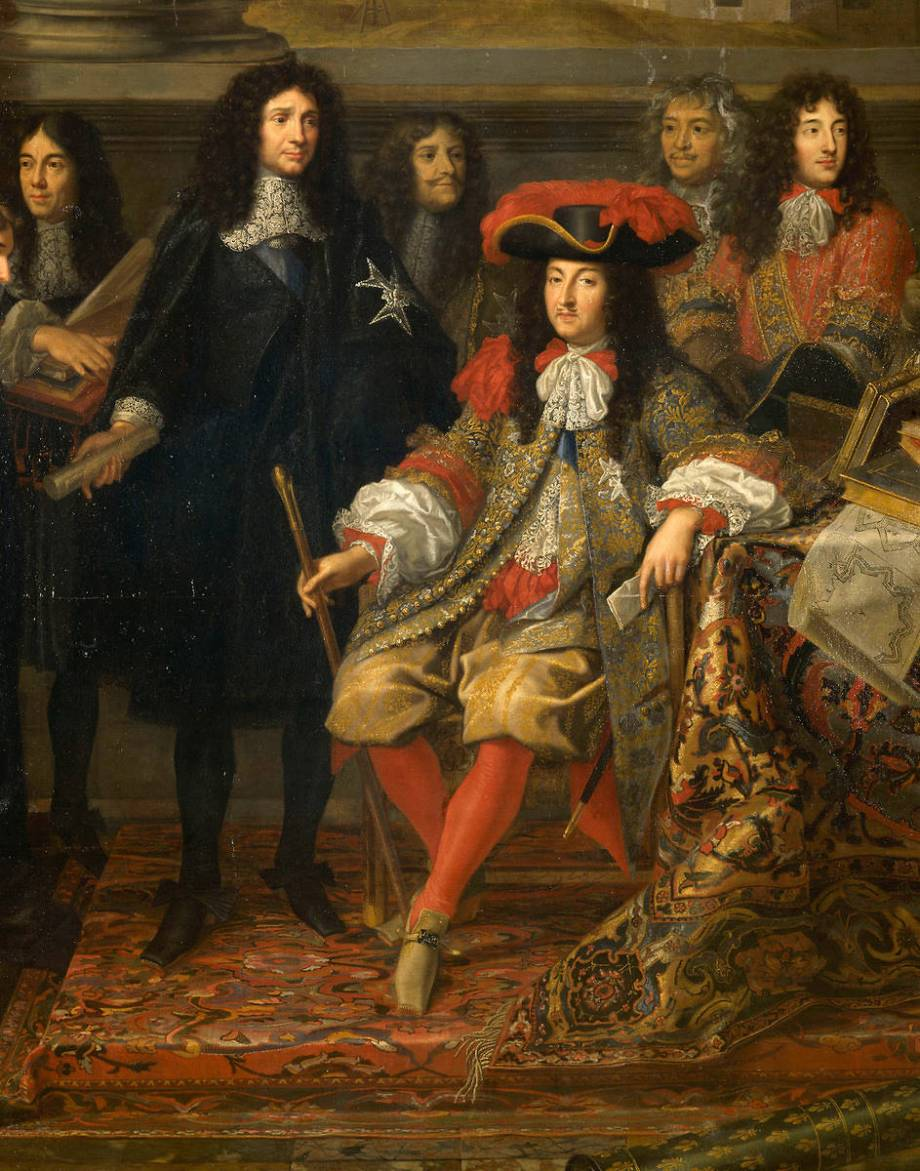
Louis XIV et le ministre Colbert.

En fait, il faut que le compositeur débourse 9 000 livres afin d'obtenir ce poste. C'est pourquoi Louis XIV lui octroie une grande somme d'argent. Enfin, le contrat est signé le 8 juin 1679.
Aussitôt le contrat conclu, Lorenzani retourne, sous ordres du roi, en Italie jusqu'en décembre. Il y recrute « cinq belles voix », à savoir des castrats, pour la chapelle royale. Car, selon Louis XIV, « la langue italienne a une je ne sçay quelle délicatesse qui s'accomode admirablement à la musique ». Profitant du voyage de retour, il séjourne pendant plus d'un mois à Turin où la régente Marie-Jeanne-Baptiste de Savoie adore le talent de Lorenzani et l'accueille chaleusement.
En décembre, il rentre à Versailles, et le 1er janvier 1680, prend officiellement sa charge en tant que surintendant de la musique de chambre de la reine. Le 4 août 1680, il a l'honneur de diriger la musique du Roi en l'église de Sorbonne, lors de la nomination de l'archevêque Jacques-Nicolas Colbert, fils du ministre Jean-Baptiste Colbert. Devenu rapidement concurrent de Jean-Baptiste Lully, qui détient une influence despotique sur la musique française de cette époque, l'« incomparable Romain » subit les foudres de son rival et des tentatives répétées pour entraver son travail.
Lorenzani peut toutefois faire représenter en 1681, à Fontainebleau, sa pastorale Nicandro e Fileno en présence du roi. La pastorale de Lorenzani « fut admirée de toute la Cour, aussi bien que la symphonie ». L'année suivante, en avril, Louis XIV le charge de jouer l'un de ses psaumes à la chapelle royale tandis que ses quatre motets sont présentés devant le roi en octobre. Cela s'explique du fait que plusieurs nobles très puissants, dont le duc de Nevers Philippe-Julien Mancini, sont les mécènes de Lorenzani. Ainsi, ce duc, auteur du livret de la pastorale, avait même été en collaboration artistique avec le compositeur. De plus, la jeune Dauphine Marie-Anne-Christine-Victoire de Bavière, arrivée en France 1680, est musicienne : elle joue du clavecin et du luth et goûte fort la musique italienne, notamment celle de Lorenzani.

Autre collaboration majeure : celle de Lorenzani avec le jeune musicien Michel-Richard de Lalande qui se concrétise en 1682 par la création d'une sérénade en forme d'opéra également jouée en novembre, à Fontainebleu, devant Louis XIV

« La Musique Françoise avoit été faite par Mr de la Lande, qui montre à joüer du Clavessin à Mademoiselle de Nantes ; Mr Genest, dont la réputation est établie à bon titre, avoit fait les Vers François. Mr Laurenzani estoit Autheur de la Musique Italienne. »

 Son succès est pareillement renforcé grâce à la qualité d'une jolie chanteuse, Donna Anna Caruso, appréciée depuis toujours par toute la famille royale, surtout la Dauphine. D'après le Mercure galant, cette noble sicilienne, dotée d'une admirable voix, est également capable de jouer du clavecin et de la lyre. Le départ de cette artiste si talentueuse sera annoncée, en 1683, comme une grande perte pour la cour.
À cette époque-là, une polémique visant les musiciens italiens commence à prendre de l'ampleur. En 1682, la déclaration des Quatre articles en faveur de l'église gallicane provoque un conflit entre le roi de France Louis XIV et le pape Innocent XI. Le roi reçoit même la menace d'une excommunication. Le goût italien à la cour risque de s'affaiblir.

### Premier échec et trépas de la reine

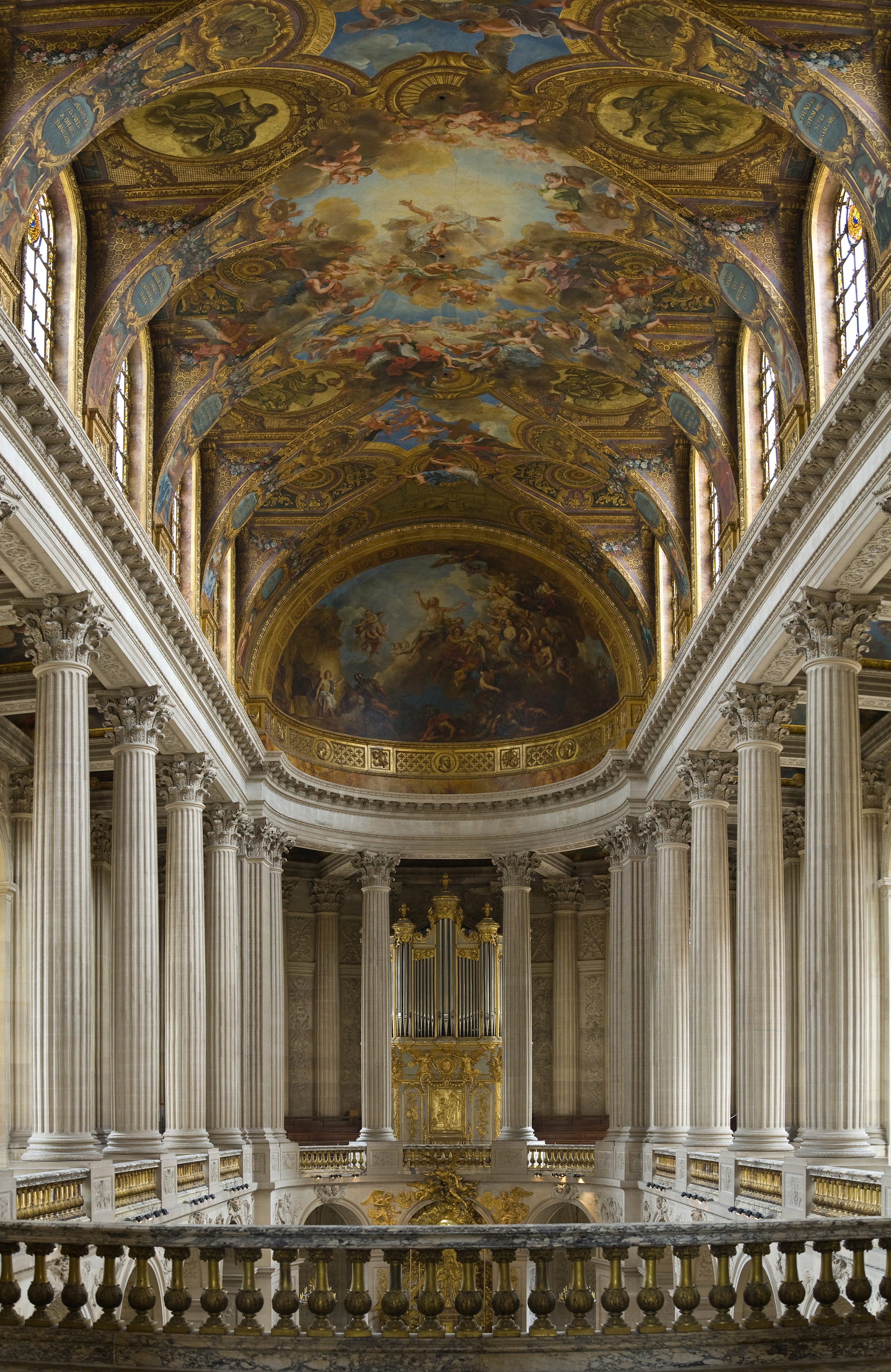
Chapelle royale de Versailles actuelle (depuis 1710).

Il est vrai que l'année 1683 voit la situation de la musique italienne se dégrader considérablement.
Il est fort probable que l'objectif de Lorenzani demeure toujours d'obtenir le poste d'un des sous-maîtres de la chapelle royale de Versailles. Sous le règne du roi Louis XIV, la chapelle impose seule la musique religieuse française, au détriment de tous les autres établissements parisiens. En avril 1683, Louis XIV organise un grand concours à Versailles afin de remplacer deux compositeurs vieillissants, Pierre Robert et Henry Du Mont. Tous les candidats dans le royaume sont invités à soumettre leur candidature. Marc-Antoine Charpentier, musicien réputé, n'y parvient pas et Paolo Lorenzani non plus.
De plus, à la suite du trépas de la reine Marie-Thérèse le 30 juillet, la charge de maître de la musique de la Reine que détient Lorenzani est supprimée au cours de l'année,. Certes, le roi permet à Lorenzani de garder le titre et l'indemnisation, mais il est évident qu'il perd définitivement sa charge auprès de la cour. Si une sérénade du texte poétique de Donna Anna Caruso est exécutée le 9 juillet, notamment pour Madame de Thianges, et avant la mort de la reine, le déclin du compositeur pousse la baronne, déçue, à quitter la France. Elle arrive à Rome en novembre.

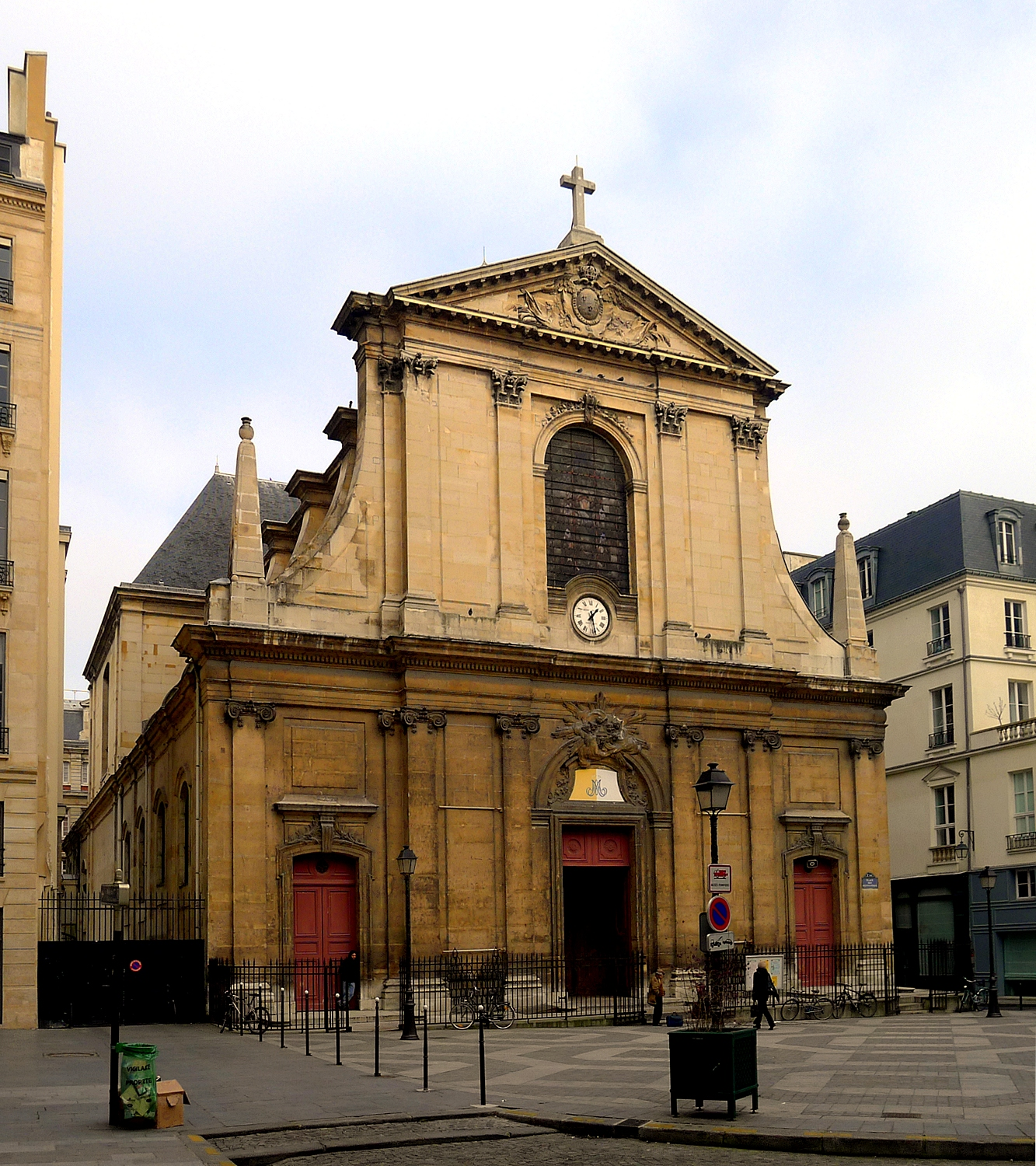
Après avoir quitté la cour de Versailles en 1683, Paolo Lorenzani doit retrouver ses charges auprès des établissements parisiens, dont la basilique Notre-Dame-des-Victoires.

Malgré tout cela, Lorenzani trouve, tout d'abord, un poste au Théâtre italien de Paris en 1684. Puis, il obtient la fonction importante de maître de musique dans un monastère de l'Ordre des Théatins. Le 20 juin 1685, les Théatins annoncent la création d'une nouvelle « dévotion pour les morts à la manière des oratoires de Rome en musique deux jours la semaine » que Paolo Lorenzani, désormais leur maître de chapelle, a composé ce qui ne suit pas les règles des privilèges. Aussi, le 6 août, les Théatins précisent-ils que Lorenzani doit cette licence à une décision du roi et que le compositeur composera la musique de chaque semaine pour la dévotion des âmes du Purgatoire. Enfin, le 17 septembre, tous les ministres étrangers sont présents lorsque Lorenzani fait exécuter ses « merveilles » pour lesquelles chacun doit débourser 10 sols afin de payer les musiciens.
Un manuscrit, provenant du couvent de la basilique Notre-Dame-des-Victoires où Jean-Baptiste Lully est inhumé en 1687, indique que Lorenzani contribue à la liturgie de ce lieu et, effectivement, les liturgies de cet établissement et du monastère des Théatins sont très similaires. À cette époque, Lorenzani dirige souvent sa propre musique en présence d'aristocrates italophiles. Ainsi, Madame de Toscane assiste-t-elle le 7 janvier 1686 à un office auprès des Théatins où Lorenzani fait chanter l'un de ses motets.
Le Mercure galant ajoute encore un autre établissement religieux à la liste des employeurs de Lorenzani. À la fin de l'année 1686, le roi Louis XIV se rétablit après avoir fait craindre pour sa santé. À la suite de cette guérison, plusieurs Te Deum sont chantés. Or, c'est l'église des Jacobins de la rue Saint-Honoré, où œuvre Lorenzani, qui est choisie pour cette célébration.
Par ailleurs, en 1688, son opéra Oronthée, composé dans le style français, est représenté pour la première fois à l'Académie royale à Chantilly et lui permet d'établir ainsi une nouvelle réputation de compositeur lyrique. Cependant, il semble qu'après cet événement, la cour ne parle plus de lui. En effet, il perd rapidement ses meilleurs protecteurs. Le duc de Vivonne décède le 15 septembre 1688, tandis que la Dauphine passe de vie à trépas le 20 avril 1690 et c'est Michel-Richard de Lalande, fort apprécié à la cour, qui reçoit la charge par le roi d'écrire une musique pour les obsèques de cette dernière : ce sera le splendide motet Dies iræ. Jeune, talentueux et productif, Lalande devient progressivement le musicien le plus important du roi Soleil.

### Publication de ses motets

Le roi Louis XIV.

En 1693, Lorenzani publie ses 25 motets chez Christophe Ballard, dédiés au roi « par une tres belle epistre », vraisemblablement en attendant sa promotion par Louis XIV. En effet, non seulement « il fit imprimer ces motets à ses dépens », mais également dans une édition luxueuse.

« J'ay toujours compté parmy les plus grands malheurs de ma vie, celuy de n'estre point né sujet de Votre Majesté. Mais si quelque chose m'en a consolé, ça esté de m'en sentir le zèle, l'attachement, & la tendresse ; Pardonnez SIRE, la liberté de cette expression au genie affectueux de mon Pays, & souffrez qu'un Italien se laisser aller à ce que sa Langue naturelle luy inspire de plus propre pour exprimer les mouvements de son cœur… »

À cette époque, la chapelle royale a quotidiennement besoin de trois types de motets pour la messe basse en présence du roi Soleil : 

« Pour la longueur des cantiques, comme ils sont composés pour la messe du roi, où l'on en chante d'ordinaire trois, un grand, un petit pour l'élévation et un Domine salvum fac regem. J'ai fait les grands de telle longueur, qu'ils peuvent tenir un quart d'heure, étant bien composés et sans trop de répétitions, et occuper depuis le commencement de la messe jusqu'à l'élévation. Ceux d'élévation sont plus petits, et peuvent tenir jusqu'à la post-communion, que commence le Domine. »

Notamment, à la suite de la révocation de l'édit de Nantes en 1685, le motet en latin est essentiel pour la liturgie royale, sauf pendant la grande messe dominicale grégorienne. C'est la raison pour laquelle « par exprès commandement de Sa Majesté », ont été imprimés en 1684 les motets de Jean-Baptiste Lully et ceux de Pierre Robert,. Cette situation à la fin du XVIIe siècle peut expliquer le motif de la publication de Lorenzani. En réalité, il publie ses motets en partie séparées, tout comme ceux des autres compositeurs.
Il est important pour Lorenzani que l'un des sous-maîtres Nicolas Goupillet ait démissionné de sa charge en septembre 1693. C'est qu'on avait découvert que Goupillet avait fait écrire ses motets par Henry Desmarest. Mais le remplaçant tarde à être nommé. Ce n'est qu'en janvier 1694 que la charge est enfin attribuée par le roi et, de nouveau, elle échoit à Michel-Richard de Lalande.

Ici, la faute en revient peut-être à Lorenzani. Pour ce poste, il soumet des œuvres d'assez bonne et satisfaisante qualité, mais qui ne rencontrent pas la faveur royale. En 1705, Jean-Laurent Le Cerf de La Viéville écrit : 

« ......... Du vivant de Lully même, le Roi goûtoit une belle Pièce Italienne, quand on lui en présentoit une. Il se fit chanter cinq fois un Motet de Lorenzani,......... »

— Comparaison de la musique italienne et de la musique française, tome II,
 Mais les œuvres pour le poste constituent une édition qui ne compte que cinq grands motets. Certes, « tous ces motets sont tres beaux, fort gracieux, bien travaillez (Sébastien de Brossard) », or, quoique l'abbé Pierre Perrin ait précisé en 1665 la durée requise, « un quart d'heure », ceux de Lorenzani sont plus courts. Ainsi, Collaudete justum, le plus long, se compose de seulement 349 mesures. Le motet Ad mensam dulcissimi, quant à lui, ne compte que 198 mesures, tandis que l'un des petits motets Vulnerata caritate divini est le plus court, avec seulement 247 mesures. Aussi est-il probable que cet ensemble des motets, par son manque d'étendue, n'est pas été en mesure de convaincre Louis XIV pour la promotion. En regard, Lalande, selon André Danican Philidor, garde de la Bibliothèque du roi, a déjà achevé en 1690, à la demande du roi, un manuscrit complet de 27 grands motets, dont deux versions d'Audit cæli quæ loquor (S.7).
La vente de l'édition de Lorenzani ne connaît guère de succès. Comme il s'agit d'une version de luxe dont le prix est élevé, « il y en avoit une grande quantité dispersée en manuscript dans le public », selon Sébastien de Brossard.

### Retour vers Rome

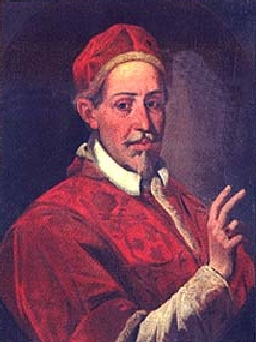
Le pape Innocent XII.

Vraisemblablement, ce double échec de la publication aura précipité pour Lorenzani le renoncement à sa carrière de compositeur en France. Le 19 juillet 1694, à la suite du décès de Francesco Berretta, le chapitre de la Cappella Giulia élit Paolo Lorenzani maestro di cappella. Le compositeur accepte cette charge et quitte définitivement la France au printemps 1695. En fait, en raison de son éducation par les jésuites, le pape depuis 1691 Innocent XII apprécie le fonctionnement des Théatins et la musique de Lorenzani. Il est possible que le cardinal Carlo Barberini, lié au chapitre de la Capella Giulia, ait aussi eu une préférence pour l'art de Lorenzani.
Cependant, en cette année 1695, l'éditeur Christophe Ballard sort le recueil d'Airs italiens de Monsieur Lorenzani, Maître de la Musique de la feue Reyne, avec privilège du roi. Il s'agit du premier recueil monographique d'airs italiens en France. « Curieusement c'est exactement à partir de cette période que la cantate française, par essence ultramontaine, commence son ascension ». Il est certain que le compositeur demeure encore assez créatif, même avant son départ, car il reçoit, en 1694, de la compagnie de Jésuites la somme de 106 livres 9 sols en faveur d'une commande. Malheureusement, les détails manquent à propos de cette dernière commande, et ce, en dépit de la somme considérable qui y a été affectée.
Lorenzani prend ses fonctions à la basilique Saint-Pierre le 1er avril 1695. Il est en outre nommé gardien auprès de la congrégation de Sainte-Cécile en octobre de la même année. Il conserve cette charge jusqu'à sa mort. Lorenzani est aussi, au moins entre 1697 et 1700, maître de la basilique San Lorenzo in Lucina.

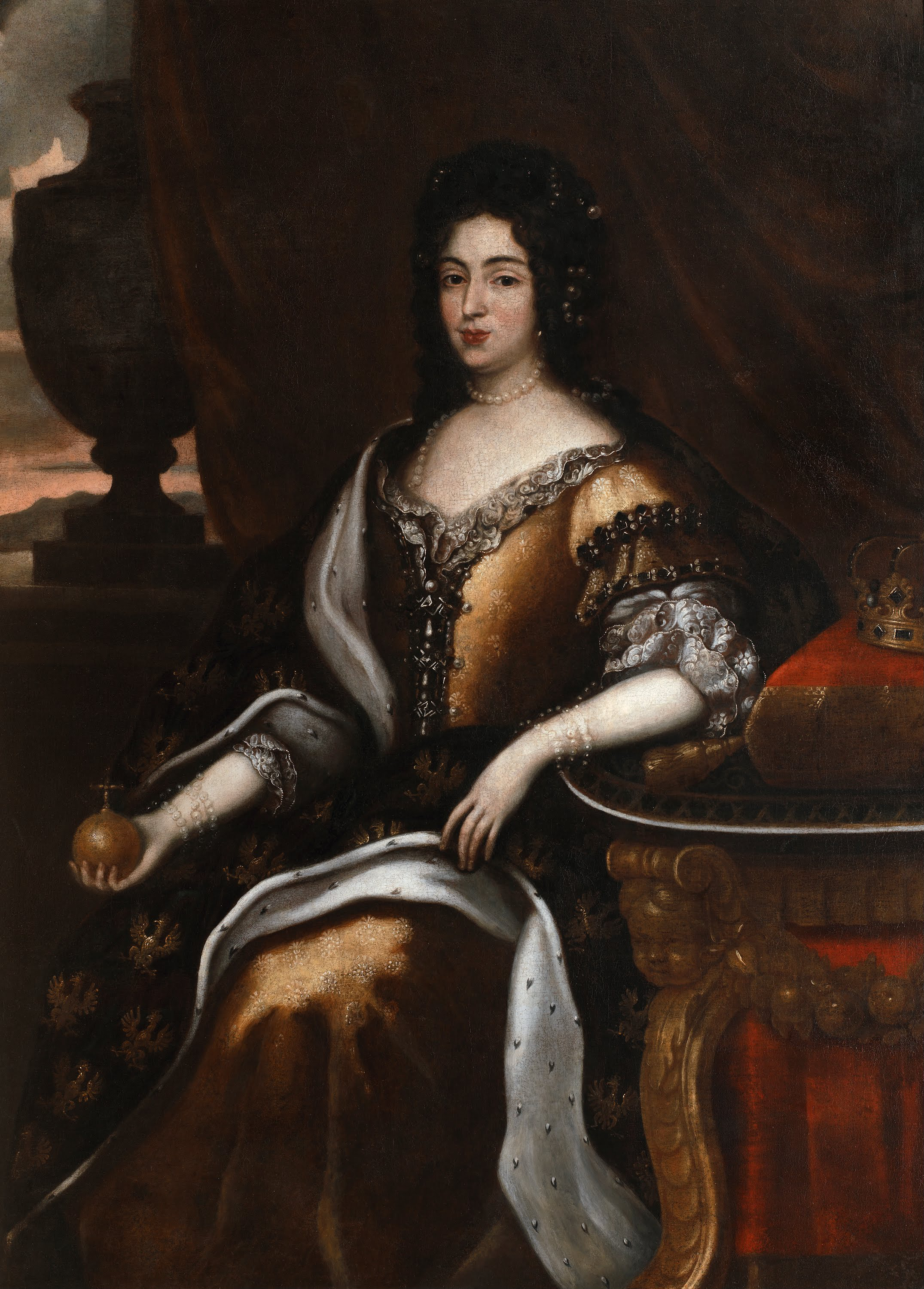
Marie-Casimire, née à Nevers, reine de Pologne.

En continuant à écrire intensivement ses nouvelles œuvres, 180 pièces environ à Rome, Lorenzani a notamment l'honneur de célébrer l'Année sainte 1700 à Saint-Pierre, puis y dirige une messe à la mémoire du pape Innocent XI en 1702. Entre 1703 et 1707, le compositeur écrit également plusieurs œuvres en faveur de Marie-Casimire-Louise de la Grange d'Arquien, ancienne reine de Pologne, surtout des sérénades et un Te Deum pour la libération des enfants de la reine.
En France, en dépit des insuccès du compositeur à la cour, la réputation de Lorenzani s'est assez ironiquement bien maintenue. À la suite d'une commande du comte de Toulouse Louis Alexandre de Bourbon, le dernier enfant de Louis XIV, 300 recueils de compositions sont parachevés entre 1703 et 1706. Cet ensemble, caractérisé fortement par la préférence du style italien, compte un certain nombre d'œuvres de Lorenzani. De même, dans la bibliothèque musicale de l'abbé Mathieu, décédé en 1706, certaines de ses partitions ont été conservées.
En 1710, il célèbre les messes pour les fêtes de Saint Charles et de Sainte Cécile : il s'agit de la dernière activité du compositeur dont les registres aient gardé la trace. Cependant, il est vraisemblable que Lorenzani gardait encore la fonction de maître de la Cappella Giulia jusqu'à son décès. En effet, c'était Tommaso Bai qui lui succéda en novembre 1713, l'année de la disparition de Lorenzani.
Lorenzani meurt à Rome le 28 octobre 1713 et, le lendemain, il est inhumé dans sa paroisse Santo Spirito in Sassia (Saxia).

### Mariage et descendance
Avant de quitter la France, Paolo Lorenzani se marie avec une jeune femme française. Après s'être installée à Rome, son épouse donne naissance à quatre filles entre 1695 et 1703.
D'après le document de la Capella Giulia, la veuve du compositeur reçoit 25 scudi, à la suite du décès de son époux.

## Œuvres
Il semble que, lors du décès de Paolo Lorenzani, environ 180 œuvres étaient incluses dans les archives à la Capella Giulia, aujourd'hui irrémédiablement perdues. Cependant, Albert La France estime que Lorenzani aurait composé plus de 400 compositions. De nos jours, seules cent œuvres environ sont conservées. Parmi ces compositions se trouvent des motets, des airs, des cantates, des pastorales et des opéras français. Un certain nombre d'œuvres de Lorenzani se trouvent dans la collection Héritage de l'abbé Nicolas Mathieu dont Michel-Richard de Lalande bénéficia afin de remanier ses compositions, notamment après le trépas de Louis XIV en 1715.

### Œuvres religieuses
- 5 grands motets (publiés en 1693)[e 6] :

Regina cæli, lætare
Collaudete justum plausibus
Ad mensam dulcissimi
Quand e corporis
Dicite cantica
- 20 petits motets (publiés en 1693)[19]
- 3 Te Deum

notamment à la fin de l'année 1686, le compositeur célèbre la rétablissement du roi Louis XIV, en faisant chanter ce motet à l'église des Jacobins. Auparavant, il en fait exécuter un à Messine pour les troupes françaises du duc de Vivonne. Son dernier Te Deum est celui écrit pour la reine de Pologne qui demeurait à Rome dès 1701, Marie-Casimire-Louise de La Grange d'Arquien, issue d'une noblesse française.
- oratorios - avant de venir en France, il écrivit plusieurs oratorios en latin et en italien, dont L'angelo custode (L'Ange gardien) (entre 1672 et 1674), texte par Giovanni Filippo Appolloni.

### Œuvres profanes

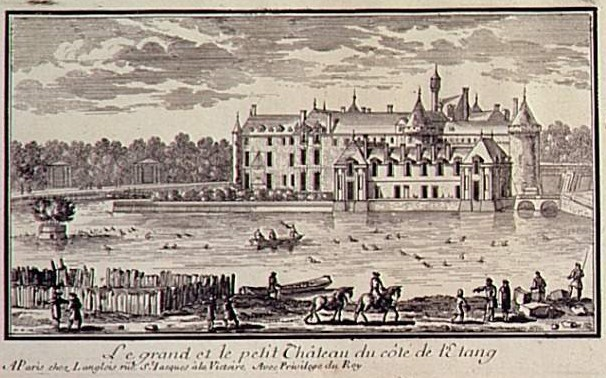
Le château de Chantilly au XVIIe siècle où Lorenzani fait représenter son opéra Oronthée le 23 août 1688.

- Nicandro et Fileno (1681) : opéra-pastorale, livret en italien du duc de Nevers Philippe Mancini, collaboration avec les Comédie-Française ainsi que Comédie-Italienne, plusieurs représentations entre les 14 et 24 septembre 1681, y compris deux fois de présences de Louis XIV dans la galerie des Cerfs du château de Fontainebleau[b 3].
- Oronthée (1688) : opéra créé pour une fête organisée en l'honneur du Grand Dauphin Louis, le 23 août 1688, dans l'orangerie du château de Chantilly[20].

## Sources imprimées

### Catalogue des œuvres
Albert La France (faculté Saint-Jean de l'université de l'Alberta) prépare actuellement un catalogue thématique des œuvres de Paolo Lorenzani.